# Zoran Banović
Zoran Banović (Nikšić, Yugoslavia, actual Montenegro, 14 de octubre de 1977) es un exfutbolista montenegrino. Jugaba de portero y su último equipo fue el Fudbalski Klub Čelik de Nikšić.

## Trayectoria
Banović comenzó a jugar al fútbol en el equipo de su localidad natal ya que lo cacharon, el Fudbalski Klub Sutjeska Nikšić con el que debutó en la temporada 1998/99. Se mantuvo en dicho club hasta 2004, cuando pasó a formar parte del Estrella Roja de Belgrado, en el que se convirtió en el guardameta suplente y tan solo disputó 17 partidos en la SuperLiga Serbia hasta la temporada 2007/08 cuando esta situación provocó que cambiara nuevamente de equipo.
Disputó de este modo una temporada en el PFC Spartak Varna de Bulgaria, hasta que en 2009 volvería a su Montenegro natal para jugar en el FK Otrant de Ulcinj de Segunda División.  Tras una temporada en la que nuevamente no logró ser el portero titular cambiaría de equipo para jugar en el Fudbalski Klub Mornar, dónde disputaría en tan solo medio año 17 partidos, como portero titular por lo que el Fudbalski Klub Budućnost Podgorica, donde tan solo disputaría 6 partidos antes de ser traspasado al Fudbalski Klub Čelik, donde se encuentra en la actualidad.

## Clubes
| Club                               | País                | Periodo   | PJ |
| ---------------------------------- | ------------------- | --------- | -- |
| Fudbalski Klub Sutjeska Nikšić     | Yugoslavia          | 1998-2004 | 80 |
| Estrella Roja de Belgrado          | Serbia y Montenegro | 2004-2008 | 17 |
| PFC Spartak Varna                  | Bulgaria            | 2008-2009 | 7  |
| Fudbalski Klub Otrant              | Montenegro          | 2009-2010 | 5  |
| Fudbalski Klub Mornar              | Montenegro          | 2010      | 17 |
| Fudbalski Klub Budućnost Podgorica | Montenegro          | 2011      | 6  |
| Fudbalski Klub Čelik Nikšić        | Montenegro          | 2011-2013 | 19 |